# Gerbillus mesopotamiae
Gerbillus mesopotamiae és una espècie de mamífer rosegador de la família dels múrids. Viu a l'Iran, l'Iraq i Síria. Es tracta d'un animal crepuscular i nocturn. El seu hàbitat natural són els límits entre les valls al·luvials i els deserts. Està amenaçat per l'expansió de l'agricultura de regadiu. El seu nom específic, mesopotamiae, significa ‘de Mesopotàmia’ en llatí.